# Lisotrigona cacciae
Lisotrigona cacciae là một loài Hymenoptera trong họ Apidae. Loài này được Nurse mô tả khoa học năm 1907.